# Risbergstjärnen, Dalarna
Risbergstjärnen är en sjö i Rättviks kommun i Dalarna och ingår i Dalälvens huvudavrinningsområde. Sjön har en area på 0,148 kvadratkilometer och ligger 312 meter över havet.

## Delavrinningsområde
Risbergstjärnen ingår i det delavrinningsområde (679982-147779) som SMHI kallar för Inloppet i Djupaspen. Medelhöjden är 332 meter över havet och ytan är 22,91 kvadratkilometer. Det finns inga avrinningsområden uppströms utan avrinningsområdet är högsta punkten. Oxnäsån som avvattnar avrinningsområdet har biflödesordning 3, vilket innebär att vattnet flödar genom totalt 3 vattendrag innan det når havet efter 322 kilometer. Avrinningsområdet består mestadels av skog (88 procent). Avrinningsområdet har 0,15 kvadratkilometer vattenytor vilket ger det en sjöprocent på 0,6 procent.